# L'Aurore (journal montréalais)
Pour les articles homonymes, voir L'Aurore.
L'Aurore est un ancien hebdomadaire montréalais publié du 6 juin 1866 au 3 avril 1988. Il s'agit d'un des plus anciens organes de diffusion des protestants francophones du Québec et pendant longtemps l'une des principales publications de ces communautés. Ce journal franco-protestant interconfessionnel publiait notamment des éphémérides, des biographies, des nécrologies, des prises de position et des nouvelles familiales. 
Dans les années 1880, la direction du périodique est assurée par le pasteur presbytérien Rieul-Prisque Duclos. Espace d'une expression progressiste, qui contraste avec le traditionalisme clérical ambiant, L'Aurore aura notablement permis à la libre-penseuse Éva Circé-Côté de sortir de l'anonymat dans les années 1937-1940.